# 严安
严安（?—?），本名庄安，西汉临淄郡（今山东省淄博市东北）人。
汉武帝时他以故丞相史上书，建议以秦朝为戒，“及秦皇帝崩，天下大畔。陈胜、吴广举陈，武臣、张耳举赵，项梁举吴，田儋举齐，景驹举郢，周巿举魏，韩广举燕，穷山通谷，豪士并起，不可胜载也”。建议息战安民，以防止兵久变生。汉武帝召见他赞叹相见恨晚，任命他为郎中，后来任骑马令（掌管皇帝的骑马）。

## 延伸阅读
[在维基数据编辑]
 《漢書·卷064上》，出自班固《漢書》
 《漢書/卷064下》，出自班固《漢書》